# I’m Waiting for the Man
I’m Waiting for the Man — песня группы The Velvet Underground с их дебютного альбома The Velvet Underground and Nico. Была написана Лу Ридом. В 1971 году она был выпущена на MGM Records вместе с «There She Goes Again».  Является одной из самых известных песен The Velvet Underground.

## Создание
Рид написал «I'm Waiting For The Man» в 1965 году, когда он сам был зависим от героина. Первая версия была записана в том же году в лофте на Ладлоу-стрит в Нижнем Ист-Сайде, Нью-Йорк, где жили Рид и Джон Кейл. Стерлинг Моррисон так же принимал участие в создании. Аранжировка, которая изначально обходилась без барабанов и перкуссии, напоминала кантри-блюз и включала губную гармонику и альта. В то время Рид находился под сильным влиянием Боба Дилана. Следующая версия была записана в апреле 1966 года на студии Scepter Records в Нью-Йорке.  Она соответствует версии LP, записанной через месяц в TTG Studios в Голливуде, но была короче и включала тамбурин, вместо барабанов, в качестве ритм-инструмента. Помимо гитары, баса и ударных, в композиции также представлена резкая, динамичная буги-вуги-образная фортепианная партия.

## Текст
Песня написана от лица героинового наркомана, ожидающего встречи со своим дилером на углу Лексингтон-авеню и Сто двадцать пятой улицы в Гарлеме, криминальном районе Нью-Йорка. Затем появляется дилер в чёрной одежде, и наркоман спешит на лестничную клетку одного из типичных гарлемских домов из коричневого камня, чтобы употребить дозу. После этого, он чувствует себя хорошо и временно с оптимизмом смотрит в будущее. Позже Рид утверждал, что описанная в тексте ситуация была реальной.
С помощью этого мрачного, реалистичного текста, а также текстов других песен альбома, таких как Heroin и Venus in Furs, Рид преследовал цель привнести литературное качество и чувствительность своих любимых авторов, таких как Раймонда Чендлера, Хьюберта Селби и Делмора Шварца, в поп-музыку. Автор Джо Гарвард также видит влияние нуар и говорит о «рок-нуаре».

## Критика
В 2004 году журнал Rolling Stone поставил её на 161 место в своём списке 500 величайших песен всех времен. Он отметил:
Первоначально эта песня была посвящена Дилану, но превратилась в классику прото-панка, пропитанную нью-йоркской твёрдостью. The Velvets смешали тренировку на ритм-гитаре в стиле R&B, блюз-фортепьяно и мечтательный арт-дрон, пока Рид невозмутимо рассказывал историю о том, как он выиграл в Гарлеме героин на 26 долларов. «В этой песне всё верно, — сказал Рид, — кроме цены».
В обзоре песни для AllMusic Дэйв Томпсон назвал эту песню «одной из классических рок-песен всех времён … За массивной гитарой, грохочущим пианино и барабанами отбойного молотка Рид наполовину поёт, наполовину интонирует то, что он когда-то описал как песня о любви о мужчине и метро.» Он отмечает, что она была записан многими исполнителями, в том числе Дэвидом Боуи и The Stooges [которые] записали увлекательные версии песни."
Более поздняя песня Боуи 1977 года «Heroes» была написана под влиянием творчества Рида. Каждый участник Velvet Underground исполнял песню, основываясь на своей интерпретации.